# 镰钩明镖水蚤
镰钩明镖水蚤（学名：Heliodiaptomus falxus）为镖水蚤科明镖水蚤属的动物，是中国的特有物种。分布于广东等地，常见于珠江流域的江河中。